# Rivalidad André the Giant-Hulk Hogan

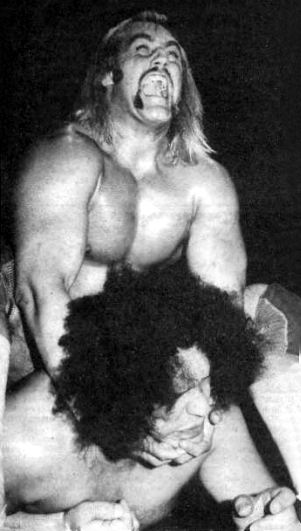
Hulk Hogan y Andre the Giant durante el evento de lucha libre profesional Superdome Showdown el 2 de agosto de 1980, en Nueva Orleans.

La rivalidad entre André the Giant y Hulk Hogan por su paso en la empresa WWF (hoy WWE) fue una de las más importantes en la lucha libre profesional durante la década de 1980. Medios como Sportsnet, Canoe.com, The Outline o incluso la propia WWE consideran este feudo como el más importante en la lucha libre.
El enfrentamiento entre Hogan y André también fue uno de los catalizadores del boom de la lucha libre profesional en la década de 1980 durante la llamada «Era Dorada» (o Golden Era) de WWE.

## Historia

### Primeros enfrentamientos (1978-1983)
Hulk Hogan, que entonces se hacía llamar «Terry Boulder», luchó contra André the Giant cinco veces en Southwest Championship Wrestling, dos en 1978 y tres en 1979. También el 5 de mayo de 1979, tuvieron una lucha de pulseadas que terminó en un no contest cuando Hogan volcó la mesa y su mánager, Billy Spears, interfirió. También en 1979, Hogan se unió a la World Wrestling Federation tras dos años de competir por promociones regionales. Por su parte, André era en ese momento un veterano de seis años de WWF que también realizó giras por el circuito regional y Japón.
Sus primeros encuentros en WWF se produjeron en la primavera de 1980, cuando André luchaba como face y Hogan como heel. Los dos se enfrentaron 16 veces a lo largo del año y André salió victorioso en la mayoría de esas luchas. En el evento Showdown at Shea, así como un mes después en un house show en Hamburg (Pensilvania), Hogan golpeó con el cuerpo a André pero terminó perdiendo por pinfall, a pesar de que Hogan claramente lo pateó antes de que se hiciera la cuenta de tres. Durante una grabación de televisión en Hamburg, Hogan y el mánager Fred Blassie confrontaron a André mientras estaba siendo entrevistado y lo desafiaron a un combate, al que André aceptó. Durante esa lucha (transmitido la semana siguiente), Hogan nuevamente golpeó con éxito a André, pero el francés tomaría la delantera. Luego, Hogan cargó su codera con un par de nudillos de bronce y lo golpeó en la frente, provocando que André sangrara; Hogan huyó del ring antes de que André le gritara que regresara. Los dos se enfrentaron varias veces más durante 1980, con Hogan golpeando a André en la mayoría de sus combates antes de que André se recuperara para ganar, a menudo por pinfall.

### Etapa como amigos (1983-1987)
Hogan dejó WWF en 1981 y, tras rodar escenas para la película Rocky III, empezó a competir para una empresa rival, la American Wrestling Association (AWA) para la que André también compitió en ocasiones.
Bobby Heenan, un mánager heel cuyos protegidos incluían al campeón mundial AWA Nick Bockwinkel, inmediatamente vio a Hogan y André como amenazas al título de Bockwinkel y comenzó a apuntar a ambos. Hogan y André se convirtieron en aliados y, de 1981 a 1983, a menudo compitieron como compañeros de equipo, enfrentándose a Bockwinkel, Heenan y otros miembros de la familia Heenan. El equipo Hogan-André ganó la mayoría de las luchas, a menudo por descalificación.
La amistad continuó hasta 1984, cuando Hogan regresó a WWF. La noche en que Hogan ganó el Campeonato Mundial de Peso Pesado de la WWF de manos de Iron Sheik, André estuvo entre los luchadores que le felicitaron durante una celebración posterior al combate. Los dos se unieron más tarde en 1984 en un Handicap match durante un evento en el Brendan Byrne Complex en East Rutherford (Nueva Jersey) derrotando a Big John Studd y a los entonces campeones en parejas de la WWF, Adrian Adonis & Dick Murdoch. Heenan se unió a WWF en 1984 y nuevamente apuntó a Hogan y André. Durante los siguientes dos años, ambos luchadores formaron equipo contra varios tag teams de la familia Heenan, en particular Studd y King Kong Bundy (con Heenan uniéndose a ellos en ocasiones). Como fue el caso en AWA, el equipo Hogan-Andre casi siempre salía ganador.
La amistad de Hogan y Andre jugó un factor crucial en los acontecimientos que condujeron a su creciente enemistad de 1987-1988.

### Continuación (1987-1988)
Después de un descanso y una temporada compitiendo como parte del equipo de parejas de The Machines, André regresó a WWF. La empresa comenzó a promocionarlo, una vez más como face, como oponente de Randy «Macho Man» Savage, o como compañero de equipo de Hogan para enfrentar a Savage y The Honky Tonk Man. Sin embargo, Ricky Steamboat compitió en lugar de André, sin que se haya dado ninguna explicación oficial por la ausencia de André. Luego, el luchador francés hizo una aparición en un programa televisado en el Madison Square Garden, subiendo al ring después de que Hogan ganara un combate; André simplemente tomó el cinturón del Campeonato Mundial Peso Pesado de la WWF, lo miró y se lo devolvió a un desconcertado Hogan antes de abandonar el ring.
Las cosas empezaron a suceder en una edición del Piper's Pit de Roddy Piper en 1987. Primero, a Hogan se le entregó un trofeo por ser el Campeón Mundial de Peso Pesado de la WWF durante tres años; André salió a felicitarlo, pero luego Hogan comentó que el apretón de manos de André se sintió demasiado firme. En el iper's Pit de la semana siguiente, André recibió un trofeo un poco más pequeño por ser «el único luchador invicto en la historia de la lucha libre». WWF lo catalogó como invicto durante 15 años, a pesar de haber perdido varias luchas por cuenta fuera y descalificación. Hogan salió a felicitar a André, pero habló principalmente de sí mismo, lo que provocó que André se marchara en medio del discurso de Hogan. Una reunión entre André y Hogan estaba programada para la próxima semana en Piper's Pit (7 de febrero de 1987). Cuando André salió estaba acompañado por Bobby Heenan, éste acusó a Hogan de ser amigo de André sólo para no tener que defender el Campeonato Mundial Peso Pesado de la WWF contra él. Luego, André retó a Hogan a un combate por el Campeonato Mundial Peso Pesado de la WWF en WrestleMania III.
En un segmento de Piper's Pit transmitido una semana después, Hogan reflexionó sobre su amistad con Andre y cómo se sintió traicionado cuando ahora estaba con Heenan. Roddy Piper le preguntó a Hogan directamente si se enfrentaría a André en WrestleMania, a lo que Hogan respondió con un enfático sí. La historia continuó enfatizándose en la firma de un contrato, donde Hogan acusó airadamente a André de traicionar su amistad; Heenan continuó con sus afirmaciones de que Hogan usó su amistad para evitar un combate titular, mientras que André afirmó que deliberadamente reprimió algunas de sus enseñanzas a Hogan antes de predecir la victoria.
Durante la edición del 14 de marzo (grabada el 21 de febrero) del Satuardy Night's Main Event X, ambos participaron en una batalla real de 20 hombres. Aunque ninguno ganó, André afirmó que obtuvo una ventaja psicológica sobre Hogan, debido a que fue quien lo eliminó de la lucha. André también fue anunciado como un hombre de esquina para varios de los oponentes de Hogan, casi siempre miembros de la familia Heenan, en algunos house shows no televisados antes de su lucha titular.
En WrestleMania III, Hogan ganó la lucha después de golpear al cuerpo a André (un spot que más tarde sería apodado como «el bodyslam escuchado en todo el mundo»), seguido de su característico Leg Drop. Esta fue anunciada como la primera vez que Hogan aplicaba un bodyslam a André, a pesar de haberlo hecho varias veces en 1980. André también había sido azotado anteriormente por Harley Race, El Canek y Stan Hansen, entre otros. Después del combate, André se tomó un descanso de los cuadrilateros mientras Hogan se concentraba en la defensa del título contra otros grandes luchadores de la época.
Meses después de su histórico enfrentamiento en WrestleMania, tanto André como Hogan serían programados para el inaugural Survivor Series como capitanes de sus respectivos equipos; One Man Gang, King Kong Bundy, Butch Reed y Rick Rude formaron equipo con André, mientras Paul Orndorff, Don Muraco, Ken Patera y Bam Bam Bigelow lo hicieron con Hogan. Después de enfrentarse en el ring al principio del combate, los dos capitanes finalmente se encontraron a mitad del combate, luchando durante aproximadamente un minuto con Hogan dominando a André; sin embargo, justo cuando Hogan estaba a punto de sacarlo del ring, Bundy y Man Gang interfirieron desde fuera del ring y provocaron que Hogan fuera descartado. André pasó a ser el único superviviente del combate, inmovilizando a Bigelow. Después del combate, Hogan regresó y atacó a André, tirándolo fuera del ring.
Hogan defendió su título contra King Kong Bundy en el Saturday Night's Main Event XIII. André estaba en la esquina de Bundy e interfirió en la lucha. El árbitro la detuvo y expulsó a André del ring, y éste aceptó a regañadientes para evitar que Bundy fuera descalificado. Después de que Hogan ganara una revancha contra Bundy en el Saturday Night's Main Event XIV que se emitió el 2 de enero de 1988 (grabado el 7 de diciembre de 1987), André se coló para vengarse de Hogan, estrangulándolo por detrás hasta que quedó prácticamente inconsciente, sin soltarlo ni siquiera. después de que siete luchadores con las caras alineadas subieran al ring para intentar alejar a Andre; fue solo después de que Jim Duggan rompió un 2x4 sobre la espalda de André, que les dio a las caras la apertura que necesitaban para llevar a Hogan a un lugar seguro.
En The Main Event, André ganó el combate y el Campeonato Mundial Peso Pesado de la WWF de manos de Hogan, a pesar de que los hombros de Hogan no estuvieron en la lona durante toda la cuenta de tres; El árbitro fue distraído por Virgil durante el intento de Hogan de inmovilizar a André inmediatamente antes, preparando el final. Inmediatamente después de ganar, mientras todavía estaba dentro del ring y fue entrevistado por Gene Okerlund, André entregó públicamente el título a DiBiase, sin embargo, la transacción fue posteriormente declarada inválida por el entonces presidente de la WWF, Jack Tunney, y el título quedó vacante. La transmisión fue vista por 33 millones de personas.
Se organizó un torneo de 14 luchadores en WrestleMania IV, para que el ganador reclamara el vacante Campeonato Mundial de WWF; Como parte del torneo, Hogan y André recibieron descanso en la primera ronda y automáticamente lucharían en los cuartos de final. Mientras tanto, Hogan y André lucharon en lados opuestos de enfrentamientos por equipos, Hogan a menudo hacía pareja con Bigelow o Duggan y André con Ted DiBiase, con el equipo de Hogan siempre victorioso.
En WrestleMania, André y Hogan terminaron en una doble descalificación en un combate por el título de WWF. Al final, el amigo de Hogan, Randy Savage, ganó el título, derrotando a DiBiase en la final. La disputa Hogan-André luego se coció a fuego lento cuando Hogan se ausentó durante la primavera y principios del verano de 1988 (para filmar la película No Holds Barred), mientras André entraba en una rivalidad con Duggan.

### Fin de la rivalidad (1988-1990)
El interés en una posible reanudación de la disputa surgió en el verano de 1988, cuando Savage comenzó a presentar un desafío abierto por el Campeonato Mundial de WWF, lo que llevó a un ataque de dos contra uno por parte de André y DiBiase. Savage se recuperó y la semana siguiente declaró que él y Hogan se enfrentarían a André y DiBiase en la edición inaugural de SummerSlam celebrado en el Madison Square Garden.
André y Hogan se enfrentaron en un Steel Cage match celebrado en WrestleFest el 31 de julio de 1988 en Milwaukee, que Hogan ganó (después de sacar a André de la jaula y provocar que quedara atado con las cuerdas del ring). En el evento principal de SummerSlam, André y DiBiase parecían tener una ventaja psicológica sobre Hogan y Savage, ya que Jesse Ventura, que estaba alineado con los heels, estaba el árbitro invitado especial. Sin embargo, los también conocidos como The Mega Powers ganaron, poniendo así fin a la rivalidad Andre-Hogan. El próximo feudo de André sería con Jake «The Snake» Roberts, y el de Hogan sería (junto con Savage) con Big Boss Man y Akeem.
En 1990, André y Hogan se encontraron una vez más en sus carreras, en marzo de 1990, poco antes de WrestleMania VI, cuando Hogan se asoció con Boss Man para derrotar a André y Haku (que formaban equipo como The Colossal Connection); Colossal Connection fueron campeones en parejas, pero esta fue una lucha no titular.

## Hogan y André en la vida real
En la vida real, André y Hogan eran amigos. Incluso existe una foto de André asistiendo a la boda de Hogan con su primera esposa, Linda.